# 省籍矛盾
省籍矛盾（しょうせきむじゅん）とは、台湾本省人と外省人の人口割合と両者の社会的な権力配分の逆転（不均衡）から生じる諸矛盾のことで、戦後の台湾社会が抱える最も重要かつ基本的な問題のひとつ。二・二八事件、中壢事件、美麗島事件など、台湾民主化に関連する一連の政治的事件の伏線ともなっている。

## 歴史的背景
第二次世界大戦での日本の敗戦に伴う台湾の植民地統治からの離脱と中国による接収（光復）後、中国大陸での国共内戦に敗退した中国国民党政府が台湾へ撤退すると、それに伴って国民党の官吏や軍の兵士を中心に多数の大陸出身者が台湾に移り住んできた。台湾では従来、域内の社会集団（「族群」）を区分する際に、この時期中国大陸から台湾へと流入した大陸出身者とその子孫を「外省人」と呼び、それ以前から台湾に居住していた「本省人」とは異なる社会集団として区別することが一般的に行われている。
台湾住民のうち外省人の占める割合は約15％程度といわれており、人口比で見る限りでは、本省人の方が圧倒的多数を占める。しかし、台湾に渡ってきた国民党は、政府の要職を大陸出身の外省人で固め、また日本から接収した企業を国有化して利権を独占するなど、本省人を意識的に政治的・経済的な支配勢力から締め出した。そのため、日本の植民地統治から離脱して自分たちの国が作れるものと思い、当初光復後の国民党統治に大きな期待を抱いていた本省人たちは、やがてそれに深く失望するようになり、本省人の間で社会的不満が増大した。また、社会的に優位な立場に立つこととなった外省人勢力が、植民地統治時代に日本の皇民化教育を受けた本省人を蔑視するような態度をとったことなどにも起因して、両者間で相互不信が増大し、社会的な亀裂が深まった。
そのような社会状況を背景として1947年に二・二八事件が勃発すると、国民党は知識人を中心に本省人の大量粛清を行い、本省人勢力を抑えるとともに、これと前後して「動員戡乱時期臨時條款」の制定（及び延長）による憲法の凍結、戒厳令施行、政党結成の禁止（党禁）など、本省人に対する一連の政治的締め付けを打ち出し、外省人と本省人の間での身分の固定化を図った。1948年に動員戡乱時期臨時條款が延長され、大陸選出の国民大会代表および立法委員改選が無期限延期となった結果、動員戡乱時期（動乱による非常事態）終結が宣言される1991年まで実に40年以上に渡り大陸選出の議員が一度も改選されず、半ば身分が終身化したことなどはその一例である。その結果台湾では、人口では多勢を占める本省人が支配階級に組み込まれないといったいびつな社会構造が永年にわたって続くこととなった。また、そのような社会構造を是正し、民主的な社会を実現しようとする本省人と外省人との間でしばしば衝突が発生し、時としてそれが中壢事件（1977年）や美麗島事件（1979年）のような政治的事件にまで発展した。

## 省籍矛盾の希薄化と「新台湾人意識」の台頭
第3代中華民国総統に就任した蔣経国が70年代末に民主化を進めると、台湾社会では従来権力の外側に置かれてきた国民党以外の政治勢力（党外）を中心に省籍矛盾に風穴を開けようとする政治的な動きが活発化し、上述した中壢事件や美麗島事件のような政治的事件を生み出した。そして1990年に第8代中華民国総統に就任した李登輝の下で民主化が加速すると、これまでタブーとされてきた二・二八事件に対する総統の謝罪や政治犯の釈放、犠牲者の名誉回復などを通じた事件の清算、大陸選出の国民大会代表（万年議員）の解任や本省人の政府要職への積極的な登用などを通じた社会的身分の流動化などの動きが生じ、それに伴って人々の省籍に対する考えにも大きな変化が生じた。
加えて戦後50年以上が経過する中で本省人と外省人との通婚が進んだこと、外省人であっても台湾生まれの戦後世代が社会の中心を占めるようになったことなどもあり、現在では省籍に関する意識は以前に比べればかなり希薄化しつつある。また、そのような状況下で、本省人・外省人という区別も所詮は台湾に移住してきた時期の相対的な差異でしかなく、「時期の早晩を問わず、台湾に渡ってきた者は『新台湾人』」とする「新台湾人意識（新台湾人論）」といった考えも台頭してきており、戦後世代を中心に多くの共感が寄せられるに至っている。
一方で国政・地方選挙の投票傾向となると外省人は総じて国民党に票を投じることが多く、メディアの誇大報道により省籍矛盾問題があおられる傾向にある。それは急進的な独立思想を持つ民主進歩党（民進党）の陳水扁が2000年に総統に就任するとその傾向は顕著になり、中華風の名称を台湾的なものに改める台湾正名運動を初めとする施政が外省人のアイデンティティーを脅した結果台湾人意識を共有し始めた外省人が圧迫感を抱き、より固定的な投票行動を取るようになった。

## 省籍矛盾の行方
民主化以降では国民党や親民党など外省人に支持者の多い政党を中心に、選挙の際に省籍矛盾を煽り立てることで外省人間の結束を訴えるようなケースが見受けられた。国民党は議会・総統選挙が行われるようになって以降は馬英九元総統のような外省系エリートと、王金平立法院長のような内省出身の本土派との間でバランスを取って得票している。そのため、2014年の台北市長選では国民党長老の連戦や郝柏村が日本統治時代に教師だった祖父を持つ無所属候補の柯文哲を「日本皇民」・「売国奴」と批判した時は外省人二世、三世からも時代遅れの印象を広げ、国民党が強い台北市で敗北を招いた。馬英九も反日ではないかとの国内の批判に知日と釈明をするなど台湾では日本統治時代を普通に生きた本省人を非難することは外省人にも支持されないようになってきている。